# Molí de la Pardina
El Molí de la Pardina és una obra de la Cellera de Ter (Selva) inclosa a l'Inventari del Patrimoni Arquitectònic de Catalunya.

## Descripció
El molí està compost per l'afegiment i adossat de diverses construccions, la suma de les quals dona com a resultat el complex fabril actual, conegut popularment com “el Molí de la Pardina”.
L'edifici central, de planta rectangular, es tracta d'una construcció de dues plantes coberta amb una teulada a dues aigües de vessants a laterals i coronat amb un frontó triangular i esgraonat. Tant el primer com el segon pis, han estat resolts amb el mateix plantejament formal, que consisteix en la disposició de tres obertures rectangulars per pis, emmarcades amb una solució de rajol arrebossat. En l'actualitat les tres obertures de la planta baixa estan tapiades per tal d'evitar, de ben segur, els espolis i els actes vandàlics.
A l'esquerra trobem adossat un gran cos longitudinal de dues plantes i coberta a dues aigües de vessants a façana. Tant les obertures de la planta baixa com les del primer contemplen la mateixa solució, és a dir obertures rectangulars emmarcades per una solució de rajol arrebossat. Tot i això, aquest ritme o uniformitat compositiva queda estroncada per la presència, en la planta baixa, d'un gran portal que consta de llinda monolítica conformant un arc pla i muntants de pedra ben escairats.
Aquestes dues construccions, les quals esdevindrien la part nuclear del molí, estan ubicades sobre un pòdium d'uns 50 centímetres d'alçada.
Immediatament adossat a la part dreta de l'edifici central, trobem una important construcció de planta baixa i coberta a dues aigües de vessants a laterals que comprèn una sèrie d'obertures rectangulars, emmarcades per una solució de rajol arrebossat.
Darrere del molí trobem un element decisiu per a la funcionalitat del molí com és la bassa d'aigua.

## Història
El Molí de la Pardina va tenir un funcionament continuat i ininterromput de 120 anys, concretament des del 1850 - data en què es va construir- fins al 1970 - any en què es va clausurar-.
Tot i ser conegut popularment com el Molí de la Pardina, també se'l coneixia com el molí d'en Sabench o de la Cellera. Pertanyia originàriament a la propera casa de la Pardina i estigué en funcionament al llarg del segle xix i fins als anys quaranta del XX. El 1944 va ser totalment reformat amb maquinària molt moderna i un sistema d'estructures de fusta que esmorteïa les vibracions. Amb aquesta modernització es va convertir en un dels molins fariners més importants de les comarques de Girona, i va estar en funcionament fins als anys setanta del segle passat.